# Bóng chuyền tại Đại hội Thể thao châu Á 2010
Bóng chuyền tại Đại hội Thể thao châu Á 2010 được tổ chức tại Quảng Châu, Quảng Châu, Trung Quốc từ 13 đến 27 tháng 11 năm 2010. Trong giải này, 18 đội chơi trong nội dung nam, và 11 đội trong nội dung nữ. Tất cả các trận đấu diễn ra tại Sân vận động Guangwai, Sân vận động Guangyao và Sân vận động Zhongda.

## Bảng huy chương

### Trong nhà
| Nội dung | Vàng | Bạc | Đồng |
| -------- | --- | --- | --- |
| Nam      | Nhật Bản (JPN) · Nagae Akio · Nagano Takeshi · Suga Naoya · Usami Daisuke · Suzuki Yoshifumi · Ageba Yuya · Tomimatsu Takaaki · Yamamura Kota · Shimizu Kunihiro · Fukuzawa Tatsuya · Ishijima Yusuke · Yoneyama Yuta | Iran (IRI) · Adel Gholami · Mojtaba Attar · Saeid Marouf · Mohammad Mousavi · Hamzeh Zarini · Alireza Nadi · Mohsen Andalib · Farhad Nazari Afshar · Mehdi Mahdavi · Arash Keshavarzi · Mohammad Mohammadkazem · Arash Kamalvand | Hàn Quốc (KOR) · Shin Young-Soo · Han Sun-Soo · Kwon Young-Min · Moon Sung-Min · Yeo Oh-Hyun · Kim Hak-Min · Kim Yo-Han · Ko Hee-Jin · Park Chul-Wwoo · Suk Jin-Wook · Ha Hyun-Yong · Shin Yung-Suk                                                  |
| Nữ       | Trung Quốc (CHN) · Vương Nghị Mai · Trương Lôi · Yang Jie · Shen Jingsi · Chu Tô Hồng · Trương Tiên · Ngụy Khâu Tiết · Lý Doãn · Tô Vân Lệ · Tiết Minh · Trần Lệ Nghị · Mã Vân Ôn                                     | Hàn Quốc (KOR) · Oh Ji-Young · Kim Sa-Nee · Nam Ji-Youn · Yim Myung-Ok · Kim Yeon-Koung · Han Yoo-Mi · Han Song-Yi · Jung Dae-Young · Hwang Youn-Joo · Kim Se-Young · Lee So-Ra · Yang Hyo-Jin                                   | Kazakhstan (KAZ) · Natalya Zhukova · Sana Jarlagassova · Olga Nassedkina · Olessya Arslanova · Korinna Ishimtseva · Irina Lukomskaya · Yelena Ezau · Marina Storozhenko · Yuliya Kutsko · Lyudmila Anarbayeva · Inna Matveyeva · Olga Dobryshevskaya |

### Bãi biển
| Nội dung | Vàng                                       | Bạc                                      | Đồng                                                 |
| -------- | ------------------------------------------ | ---------------------------------------- | ---------------------------------------------------- |
| Nam      | Trung Quốc (CHN) · Wu Penggen · Tô Lâm Yên | Trung Quốc (CHN) · Cao Bằng · Lý Kiếm    | Nhật Bản (JPN) · Asahi Kentaro · Shiratori Katsuhiro |
| Nữ       | Trung Quốc (CHN) · Tiết Chấn · Trương Tây  | Trung Quốc (CHN) · Hoàng Anh · Tiết Viên | Thái Lan (THA) · Usa Tenpaksee · Jarunee Sannok      |

## Bảng huy chương
| 1    | Trung Quốc (CHN) | 3 | 2 | 0 | 5  |
| 2    | Nhật Bản (JPN)   | 1 | 0 | 1 | 2  |
| 3    | Hàn Quốc (KOR)   | 0 | 1 | 1 | 2  |
| 4    | Iran (IRI)       | 0 | 1 | 0 | 1  |
| 5    | Kazakhstan (KAZ) | 0 | 0 | 1 | 1  |
| 5    | Thái Lan (THA)   | 0 | 0 | 1 | 1  |
| Tổng | Tổng             | 4 | 4 | 4 | 12 |

## Bốc thăm
Lễ bốc thăm cho các đội thể thao được tổ chức vào 7 tháng 10 năm 2010 tại Quãng Châu.

### Nam
| Bảng A - Trung Quốc (Chủ nhà) - Đài Bắc Trung Hoa (9) - Thái Lan - Pakistan | Bảng B - Hàn Quốc (1) - Kazakhstan (7) - Việt Nam - Ấn Độ | Bảng C - Ả Rập Xê Út (3) - Iran (6) - Indonesia - Turkmenistan - Mông Cổ | Bảng D - Qatar (4) - Nhật Bản (5) - Myanmar - Vận động viên từ Kuwait tại Đại hội Thể thao châu Á 2010 - Hồng Kông |

### Nữ
| Bảng A - Trung Quốc (Chủ nhà) - Thái Lan (4) - Hàn Quốc (5) - Tajikistan - Mông Cổ | Bảng B - Nhật Bản (2) - Đài Bắc Trung Hoa (3) - Kazakhstan (6) - Ấn Độ - Maldives - CHDCND Triều Tiên |

## Đội

### Bóng chuyền bãi biển
Có tổng cộng 29 đội từ 16 quốc gia hoàn thành bóng chuyền bãi biển nam tại Đại hội Thể thao châu Á 2010:
| - Campuchia (2) - Trung Quốc (2) - Hồng Kông (1) - Ấn Độ (2) - Indonesia (2) - Iran (2) - Nhật Bản (2) - Kazakhstan (2) | - Malaysia (1) - Oman (2) - Qatar (2) - Hàn Quốc (2) - Sri Lanka (2) - Thái Lan (2) - Đông Timor (1) - Yemen (2) |

Có tổng cộng 16 đội từ 10 quốc gia hoàn thành bóng chuyền bãi biển nữ tại Đại hội Thể thao châu Á 2010:
| - Trung Quốc (2) - Đài Bắc Trung Hoa (1) - Hồng Kông (1) - Nhật Bản (2) - Kazakhstan (2) | - Malaysia (1) - Hàn Quốc (2) - Sri Lanka (2) - Thái Lan (2) - Đông Timor (1) |

## Bảng xếp hạng

### Nam
| Hạng | Đội                                                      | Pld | W | L |
| ---- | -------------------------------------------------------- | --- | - | - |
| 1    | Nhật Bản                                                 | 9   | 7 | 2 |
| 2    | Iran                                                     | 9   | 8 | 1 |
| 3    | Hàn Quốc                                                 | 8   | 7 | 1 |
| 4    | Thái Lan                                                 | 8   | 4 | 4 |
| 5    | Trung Quốc                                               | 8   | 6 | 2 |
| 6    | Ấn Độ                                                    | 8   | 5 | 3 |
| 7    | Ả Rập Xê Út                                              | 9   | 4 | 5 |
| 8    | Qatar                                                    | 9   | 3 | 6 |
| 9    | Kazakhstan                                               | 7   | 5 | 2 |
| 10   | Pakistan                                                 | 7   | 4 | 3 |
| 11   | Đài Bắc Trung Hoa                                        | 7   | 3 | 4 |
| 12   | Vận động viên từ Kuwait tại Đại hội Thể thao châu Á 2010 | 8   | 3 | 5 |
| 13   | Indonesia                                                | 8   | 4 | 4 |
| 14   | Myanmar                                                  | 8   | 3 | 5 |
| 15   | Turkmenistan                                             | 8   | 2 | 6 |
| 16   | Việt Nam                                                 | 7   | 0 | 7 |
| 17   | Hồng Kông                                                | 4   | 0 | 4 |
| 17   | Mông Cổ                                                  | 4   | 0 | 4 |

### Nữ
| Hạng | Đội               | Pld | W | L |
| ---- | ----------------- | --- | - | - |
| 1    | Trung Quốc        | 7   | 7 | 0 |
| 2    | Hàn Quốc          | 7   | 5 | 2 |
| 3    | Kazakhstan        | 8   | 7 | 1 |
| 4    | CHDCND Triều Tiên | 8   | 5 | 3 |
| 5    | Thái Lan          | 7   | 4 | 3 |
| 6    | Nhật Bản          | 8   | 4 | 4 |
| 7    | Đài Bắc Trung Hoa | 8   | 3 | 5 |
| 8    | Mông Cổ           | 7   | 1 | 6 |
| 9    | Ấn Độ             | 6   | 2 | 4 |
| 10   | Maldives          | 7   | 1 | 6 |
| 11   | Tajikistan        | 5   | 0 | 5 |

## Liên kết
- 11 tháng 11 năm 2010/329755.html Liên đoàn bóng chuyền châu Á[liên kết hỏng]